# 中本マリ
中本 マリ（なかもと マリ、1947年〈昭和22年〉3月26日 - ）は、日本のジャズ、フュージョン、ポピュラー歌手。

## 略歴
1947年3月26日宮城県仙台市に生まれる。3歳のときからピアノとクラシック・バレエを学び、10歳のときに東北児童合唱団に所属した。1962年、東邦音楽大学付属高校声楽科入学する。ワタナベプロ所属の4人組女性コーラスグループ「ザ・スカーレット」でプロ活動も始める。
1970年、ジャズ・ヴォーカルに転向し、赤坂の高級クラブ、「VIPA ROOM」で歌い始め、1973年アルバム『アンフォゲッタブル』でソロデビューする。スリー・ブラインド・マイス レーベルで3人目の女性ジャズシンガーだった。1978年、スイングジャーナル誌 読者人気投票でボーカル部門第1位。以降8年連続首位。 高橋達也と東京ユニオンと共にモントルー・ジャズ・フェスティバル出演。1979年、『アフロディーテの祈り』でスイングジャーナル誌 ジャズ・ディスク大賞 特別賞を受賞。 三木敏悟とインナーギャラクシーと共にモントルー・ジャズ・フェスティバル出演。1980年、三百人劇場にて、モノローグ・ドラマ出演。1981年、『ジャズ・タイム』（TBSラジオ）で、パーソナリティを務める。1982年、『本牧めるへん』（銀座みゆき館劇場）出演（共演：原田大二郎、永井一郎）。1985年、水島早苗ジャズヴォーカル賞（現・日本ジャズヴォーカル賞）第1回グランプリ受賞。1987年、『メモリーズ』を発表。1990年、『オール・ジャパン・ジャズ・エイド』発起人。日韓友好『ソウル・ジャズ・トレイン'90』で日野皓正、ジョージ川口らと共演。東京アムラックスで、ジョージ・ベンソンと共演。1991年、『ヴォイス』でスイングジャーナル誌 第25回ジャズ・ディスク大賞 日本ヴォーカル賞受賞。 『NewYork City All Stars ジャパン・ツアー'91』で、ドン・フリードマン・トリオと共演。1992年、6年ぶり9回目となるスイングジャーナル誌 読者人気投票でヴォーカル部門第1位。1995年、阪神・淡路大震災のチャリティーコンサートの発起人。ジャズ・ベーシストのレジー・ワークマンのトリオと全国をツアーし、このトリオでアルバム『サマータイム』を録音する。翌1996年にはジャズ・ピアニストのシダー・ウォルトンらとアルバム『ホワット・イズ・ラヴ？』を録音する。2023年にオリジナル曲を再び歌ったアルバム『MUSE 1』を発表した。

## ディスコグラフィ

### シングル
- 描いてごらん海の色で／触れてごらん青い風に（1975年、東芝EMI・EXPRESS、ETP-20122）
  - 1975年夏 資生堂 アクエア TVCM2作品のCMソング（CMキャラクターは江崎かつみ、マージー・ホワイト、アグネス・ラム）
- Sing Our Song Together／We're Gonna Make Love Tonight（1981年、ビクター、VIPX-1594）

### アルバム
- 1973 アンフォゲタブル Unforgettable (TBM) TBM-21
  - ソロデビュー作。
  - クラブで共演していた大沢保郎(p)、横内章次(g)らをバックに迎えたスタンダード集。
- 1974 リル・ガール・ブルー Little Girl Blue (TBM) TBM-33
  - 横内章次トリオ、田代ユリ(org)をバックに歌うスタンダード集。
- 1975 描いてごらん海の色で FIRST（東芝EMI・EXPRESS、ETP-72084）
  - アレサ・フランクリンの曲他を邦訳で歌った異色作。東芝第一弾。
- 1975 ジャスト・イン・タイム Just In Time（東芝EMI・EXPRESS、ETP-80154）
  - 中本マリ自身が選んだ藤井貞泰(p)、中山正治(ds)、原田政長(b)からなるトリオと共演。
- 1975 Mari Nakamoto III (TBM) TBM-56
  - バックに鈴木勲(b)、渡辺香津美(g)を迎え、打楽器の入らないシックなアレンジ。
- 1976 シゲコ & マリ Shigeko & Mari (TBM) TBM-71
  - TBM第四弾となるライブ録音。A面は戸谷重子単独のピアノ弾語り。B面に山本剛トリオとの共演を収録。
- 1976 ザット・オールド・フィーリング That Old Feeling（東芝EMI・EXPRESS、ETP-80155） 
  - 横内章次 他、オールスター・ビッグ・バンドとの共演。
- 1977 ナイス・フィーリング Nice Feeling （ビクター、SPX-1039）
  - ビクター移籍第一弾。
  - ロバータ・フラックのヒット曲「Killin' Me Softly」など、洋楽ポピュラーのカバー曲集。
- 1977 マリ Mari (TBM) TBM-3005
  - TBM第五弾。横内章次トリオ他。
- 1977 ラブ・タッチ Love Touch （JVC、SJX-20045）　　
  - 「ナイス・フィーリング」に続く、ジャズ、コンテンポラリー・ポップスにまたがるスタンダード作品。
- 1978 ジャスト・ファイン Just Fine（ZEN JVC、ZEN-1003）
  - ビクターでの録音では初となる、全曲ジャズ・スタンダード集。
- 1978 モントルー・ザ・ベスト '78 Montreux The Best '78（ZEN JVC、ZEN-1004）
  - 高橋達也と東京ユニオンと共に出演した際のライブ録音。
- 1979 アフロディーテの祈り Aphrodite（ZEN JVC、ZEN-1010）
  - ジャニス・イアン、スティーヴィー・ワンダーらの書き下ろしを含む全曲オリジナル。
  - 三木敏悟のアレンジにより、中本マリの人気を決定づけた作品。
- 1980 サムシング・ブルー Something Blue（ZEN JVC、ZEN-1011）
  - ミュージカル曲などをスローテンポで歌う、バラード集。
- 1981 レディ・イン・ラヴ Lady In Love（JVC、VIJ-28012）
  - バリー・マイルス作曲を軸にした、フュージョン、アダルト・コンテンポラリー的な作品。
- 1982 ムーズ・オブ・ア・レディ Moods Of A Lady（JVC、VIJ-28021）
  - 前作に続くバリー・マイルスの手によるプロデュース。
  - 本作が書き下しとなる「Zoot Suit Stomp」を収録。
- 1984 TV（JVC、VIJ-28036）
  - ドン・グルーシンを迎えた、テクノテイストのフュージョン・アルバム。
- 1987.03.21 メモリーズ Memories（JVC、VDJ-1070）
  - 出産後の復帰第一作。ジャズスタンダード集。
- 1988.10.21 ニュー・スウィング・ストリート New Swing Street （JVC、VDJ-1155）
  - ポップス楽曲をジャズスタイルで歌う。
  - スティングの「イングリッシュマン・イン・ニューヨーク」などをカバー。
- 1991.09.21 ヴォイス Voice（JVC、VICJ-86）
  - ミュージカルや映画に使われた、スタンダード・ナンバーからなる作品。
- 1993.03.24 イン・スタイル In Style （JVC、VICJ-160）
  - 浜田均と井上博から成るグループ、デル・マーレと共演。
  - 全曲バート・バカラックのナンバー。
- 1995.10.21 サマータイム Summertime （JVC、VICJ-218）
  - レジー・ワークマン・トリオと共演。ピアノ：ロニー・マシューズ（英語版）、ドラムス：チャーリー・パーシップ（英語版）[2]。スタンダード・ナンバー集。
- 1996.10.23 ホワット・イズ・ラヴ What Is Love?（JVC、VICJ-235） 
  - シダー・ウォルトンのトリオと共演。
  - ニューヨーク録音となるスタンダード・ナンバー集。
- 2003.07.23 NADECICO（JVC、VICJ-61128）
  - 音楽活動35周年記念アルバム。日本を代表する名手達とのデュオ集。
- 2012.09.09 Morning Star (Reama Records) RE-0326
  - ギターとのDuoアルバム。オープンリールテープレコーダ使用の一発録音。
- 2013.09.29 Self Cover (Reama Records) RE-0327
  - 1980年代にリリースしたアルバム曲を、ギターとのDuoによる演奏で収録。
- 2023.06.08 MUSE1 (office RADARTONE) RT-001
  - 1970年代-80年代の彼女のオリジナルナンバーを再録音したベスト盤。

### コンピレーション
- シャイニイ・ストッキングス Shiny Stockings（東芝EMI・EXPRESS、ETJ-60002） 
  - 『Just in Time』(1975)・『That Old Feeling』(1976)から10曲をセレクト。
- What A Difference A Day Made  (TBM)
  - 1973〜1977のTBM録音から12曲をセレクト。
- 1976 Epicurus One (ヤマハ) YM-1017
  - 『Georgia On My Mind (Mari Nakamoto III)』を収録。エピキュラススタジオのプロモーション。
- 1978 Epicurus Two (ヤマハ) YM-1019
  - 『Day Bay Day (Mari)』他2曲を収録。エピキュラススタジオのプロモーション。
- 1987.08.05 JUST IN TIME〜中本マリ JAZZ VOCALのすべて（東芝EMI・EXPRESS、CA32-1514） 
  - 『Just in Time』(1975)・『That Old Feeling』(1976)から1曲を除き、1枚にまとめた。
- 1992.11.27 ビンテージ・トラックス・オブ・フュージョン〜ザ・ヒストリー・オブ・JVC'Sワークス（JVC、 VICJ-40045）
  - 『Zoot Suit Stomp (Moods Of A Lady)』
  - 『Sing Our Song Together (Lady In Love)』を収録。
- 1996.03.20 無欲の成功報酬「男の美学」（東芝EMI、TOCT-9432）
  - 『I Thought About You (Just in Time)』を収録。
- 1996.03.20 無欲の成功報酬「男の器」（東芝EMI、TOCT-9433）
  - 『Shiny Stockings (That Old Feeling)』を収録。
- 1996.04.24 キスは、私から「誘惑」（東芝EMI、TOCT-9434）
  - 『It's All Right With Me (That Old Feeling)』を収録。
- 1996.04.24 キスは、私から「男と女」（東芝EMI、TOCT-9436）
  - 『On The Sunny Side Of The Street (That Old Feeling)』を収録。
- 1999.03.26 ベスト! ジャズ・オン・TVCF（キングレコード、KICJ-370）
  - 『What A Wonderful World』 三洋電機「フラット・ビジョン」CMソング
- 1999.07.07 ジャズ・ヴォーカル Jazz Vocal（JVC、VICP-41114）
  - 『Love Touch』から『Stardust』『Nature Boy』。『Something Blue』から『My Funny Valentine』『I Can't Get Started』を収録。
- 2002.12.18 フュージョン Fusion（JVC、VICP-41118）
  - 『Sing Our Song Together (Lady In Love)』を収録。
- 2003.01.22 PRECIOUS （JVC、VICL-61056）
  - 『Sing Our Song Together (Lady In Love)』を収録。
- 2003.08.21 JAZZYな歌姫たち〜Silky Voiceをあなたに(1) Silky Voice in Daydream（ テイチク・TECN-25920）
  - 『Danny Boy (Voice)』を収録。
- 2006.11.22 ファイヴ・ソング・バード Five Songbirds (First Impression Music TBM) FIMSACD-048
  - 『True Love Never Runs Smooth』を収録。
- 2009.08.19 トレジャーズ／前田憲男作品集Vol.1 Treasures/ Norio Maeda Masterpieces Vol.1 (Spice of Life) SOLJP-0010
  - 『Montreux The Best '78』から『Lover Come Back To Me』『Misty』を収録。
- 2009.11.25 『資生堂のCM vol.1 1961-1979 (DVD)』（avex io、IOBD-21051）
  - 『描いてごらん海の色で (同)』を収録。

### 参加作品
- 1973 Micro Live Session At The Hotel New Otani 北村英治セクステット (マイクロ精機) MR-7301
- 1977 スイング・オン・バードランド Swing on Birdland 世良譲 (キャニオン) AB-2003
- 1978 海の誘い Back To The Sea 三木敏悟 & インナー・ギャラクシー・オーケストラ (TBM) TBM-5010
- 1996.10.23 ベース・パースペクティヴ Bass Perspective 金澤英明（キングレコード、KICJ-287）
- 2000.12.09 50th Anniversary Concert 世良譲（日本コロムビア、COCB-31197）
- 2003.08.06 UC YMO（イエロー・マジック・オーケストラ）（ソニー・ミュージックダイレクト）

### アルバムコード
| Issue | Title                 | Recorded                  | LP                | LP                | CD         | CD                 |
| Issue | Title                 | Recorded                  | Issue             | Code              | Issue      | Code               |
| ----- | --------------------- | ------------------------- | ----------------- | ----------------- | ---------- | ------------------ |
| 1973  | Unforgettable         | 1973.09.12, 14            | 1973              | TBM-21            | 1986.05.25 | ART-CD-6 (DIW)     |
| 1973  | Unforgettable         | 1973.09.12, 14            |                   | TBM-2521          |            | TBM-CD-2521        |
| 1973  | Unforgettable         | 1973.09.12, 14            |                   | 15PJ-1025         | 2001.04.15 | TBM-CD-1821        |
| 1973  | Unforgettable         | 1973.09.12, 14            |                   |                   | 2006.11.22 | MHCP-10030 (Sony)  |
| 1974  | Little Girl Blue      | 1974.09.30, 10.02         | 1974              | TBM-33            | 1986.09.05 | BY30-5106 (Bandai) |
| 1974  | Little Girl Blue      | 1974.09.30, 10.02         |                   | TBM-2533          | 1999.10.15 | TBM-XR-0033        |
| 1974  | Little Girl Blue      | 1974.09.30, 10.02         |                   |                   | 2004.02.14 | TBM-CD-1833        |
| 1975  | First                 |                           | 1975              | ETP-72084         |            |                    |
| 1975  | Just In Time          | 1975.10.16, 17, 22        | 1975              |                   | 1996.02.28 | TOCT-9366 (ProUse) |
| 1975  | Just In Time          | 1975.10.16, 17, 22        | LF-91012 (ProUse) |                   | 1996.02.28 | TOCT-9366 (ProUse) |
| 1975  | Just In Time          | 1975.10.16, 17, 22        | 1982              | ETP-80154         | 1996.02.28 | TOCT-9366 (ProUse) |
| 1975  | Mari Nakamoto III     | 1975.11.25, 26            | 1975              | TBM-56            | 1988.12.08 | TBM-CD-2556        |
| 1975  | Mari Nakamoto III     | 1975.11.25, 26            | 1978              | TBM-2556          | 1998.06.12 | TBM-XR-0056        |
| 1975  | Mari Nakamoto III     | 1975.11.25, 26            | 1980              | 18PJ-1014         | 2002.06.16 | TBM-CD-1856        |
| 1975  | Mari Nakamoto III     | 1975.11.25, 26            | 1982.05           | PAP-20008 (Trio)  | 2013.10.09 | THCD265 (THINK!)   |
| 1976  | Shigeko & Mari        | 1976.5.25                 | 1976              | TBM-71            |            |                    |
| 1976  | That Old Feeling      | 1976.08.02, 10            | 1976              |                   | 1996.02.28 | TOCT-9367 (ProUse) |
| 1976  | That Old Feeling      | 1976.08.02, 10            | 1977.04.05        | LF-91023 (ProUse) | 1996.02.28 | TOCT-9367 (ProUse) |
| 1976  | That Old Feeling      | 1976.08.02, 10            | 1982              | ETP-80155         | 1996.02.28 | TOCT-9367 (ProUse) |
| 1977  | Nice Feeling          | 1976.12.08 - 1977.01.14   | 1977              | SPX-1039          |            |                    |
| 1977  | Nice Feeling          | 1976.12.08 - 1977.01.14   | 1981              | VIJ-6374          |            |                    |
| 1977  | Mari                  | 1977.04.09, 13            | 1977              | TBM-3005          | 1996.12.10 | TBM-XR-3005        |
| 1977  | Mari                  | 1977.04.09, 13            | TBM-2585          |                   | 1996.12.10 | TBM-XR-3005        |
| 1978  | Love Touch            | 1977.11.01 - 24           | 1978              | SJX-20045         |            |                    |
| 1978  | Love Touch            | 1977.11.01 - 24           | 1981              | VIJ-6375          |            |                    |
| 1978  | Just Fine             | 1978.05.10, 06.13         | 1978              | ZEN-1003          |            |                    |
| 1978  | Montreux The Best '78 | 1978.07.23                | 1978              | ZEN-1004          |            |                    |
| 1979  | Aphrodite             | 1979.05                   | 1979              | ZEN-1010          | 1985.03.21 | VDJ-1006           |
| 1980  | Something Blue        | 1979.05                   | 1980              | ZEN-1011          |            |                    |
| 1981  | Lady In Love          | 1981.06 - 07              | 1981              | VIJ-28012         | 1985.03.21 | VDJ-1004           |
| 1982  | Moods Of A Lady       | 1982.07                   | 1982              | VIJ-28021         | 1985.03.21 | VDJ-1005           |
| 1984  | TV                    | 1984.01 - 02              | 1984.04.21        | VIJ-28036         | 1984.04.21 | VDP-10             |
| 1987  | Memories              | 1986.11                   | 1987.03.21        | VIJ-28109         | 1987.03.21 | VDJ-1070           |
| 1988  | New Swing Street      | 1988.07                   | 1988.10.21        | VIJｰ28162         | 1988.10.21 | VDJ-1155           |
| 1991  | Voice                 | 1991.03.31, 04.02, 03, 06 |                   |                   | 1991.09.21 | VICJ-86            |
| 1993  | In Style              | 1992.11.09, 12, 14        |                   |                   | 1993.03.24 | VICJ-160           |
| 1995  | Summertime            | 1995.07.31, 08.01, 02     |                   |                   | 1995.10.2  | VICJ-218           |
| 1996  | What Is Love?         | 1996.06.21, 22            |                   |                   | 1996.10.23 | VICJ-235           |
| 2003  | NADECICO              | 2003.04.03 - 06           |                   |                   | 2003.07.23 | VICJ-61128         |
| 2012  | Morning Star          | 2012.06.01 - 05           |                   |                   | 2012.09.09 | RE-0326            |
| 2013  | Self Cover            | 2013.06.17 - 21           |                   |                   | 2013.09.29 | RE-0327            |
| 2023  | MUSE 1                | 2023.01.30, 02,02         |                   |                   | 2023.06.08 | RT 001             |

## テレビ出演
- 1982.01.18 『夜のヒットスタジオ』 CX系列
- 1983.09.23 『恋人よ、われに帰れ』 演出:大林宣彦 CX系列 - ジャズシンガー 役
- 1985.05.22 『ザッツミュージック』 NHK総合
- 1992.04.12･04.19･06.28『音楽は恋人』NHK総合
- 1996--1998 『BSジャズ喫茶』 レギュラー出演 NHK BS2
- 1995.12.03 『ときめき夢サウンド - ルート66は音楽街道』NHK総合
- 1997.05.18 『ときめき夢サウンド - ジャズはくどきのテクニック』NHK総合
- 『ミュージックプラザ〜中本マリ特集』 TV東京
- 『ミュージックフェア』 CX
- 『ザ・ロケーション』 TBS
- 『音に誘われ』 TBS

ほか多数